# Brugmansia longifolia
Brugmansia longifolia är en potatisväxtart som beskrevs av Gustaf Lagerheim. Brugmansia longifolia ingår i släktet änglatrumpeter, och familjen potatisväxter. Inga underarter finns listade i Catalogue of Life.